# 제이 존스톤

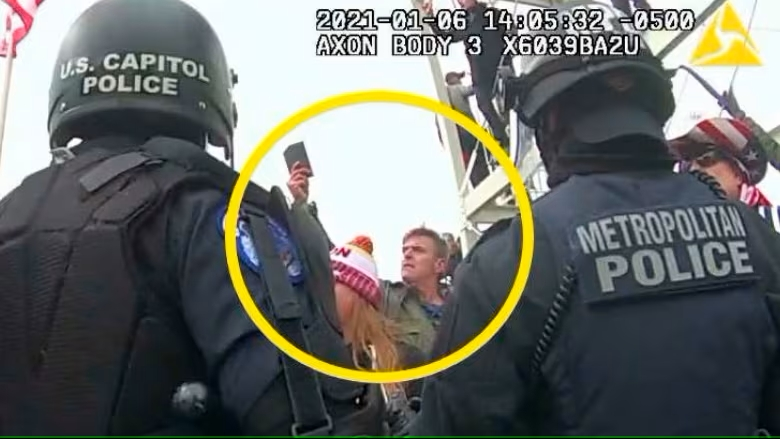

제이 존스톤(Jay Johnston, 1968년 10월 22일 ~ )은 미국의 배우, 텔레비전 배우, 각본가, 성우, 텔레비전 감독이다.
시카고에서 태어났다.

## 방송
- 밥 & 데이비드
- 밥스 버거스 3
- 밥스 버거스 2
- 밥스 버거스 1
- 사라 실버맨 프로그램

## 영화
- 사라 실버맨 프로그램 (2007년)
- 터네이셔스 D (2006년)
- 앵커맨 (2004년)
- 어레스티드 디벨롭먼트 (2003년)
- 마스터 오브 디즈가이즈 (2002년)
- 맨 인 블랙 2 (2002년)
- 섹스 아카데미 (2001년)
- 스트레인지 로이어 (2001년)
- 바이센테니얼 맨 (1999년)
- 잭 프로스트 (1998년)